# Bulimulus alethorhytidus
Bulimulus alethorhytidus é uma espécie de gastrópode  da família Orthalicidae.
É endémica de Equador.